# Chicxulubkratern
Chicxulubkratern (uttalas "tjick-schu-'lubb") är en uråldrig nedslagskrater, ett så kallat astroblem, som ligger begravd under Yucatánhalvön i Mexiko. Dess mittpunkt ligger ungefär under orten Chicxulub. Forskningar har åldersbestämt nedslagskratern till slutet av kritaperioden, ungefär 65 miljoner år sedan. Meteoritens diameter före nedslaget uppskattas till 10 km, och vid nedslaget frigjordes 5,0×1023 joule energi, ungefär 100  teraton trotyl. Som jämförelse frigjorde Tsar Bomba eller Kejsarbomben, den av människan mest kraftfulla utlösta kärnvapenexplosionen, "bara" en tjugondels gigaton. Själva kratern är begravd mer än 1 km under marken. Den beräknas vara ca 1,5 km djup med en diameter på 180 km. Vissa forskare hävdar att den är betydligt större än så, åtminstone 250 km i diameter.
Nedslaget orsakade gigantiska tsunamier åt alla håll, som drabbade den karibiska ön Kuba särskilt hårt. Utsläppet av enorma mängder stoft och partiklar orsakade miljöförändringar som liknar de vid en atomvinter; Jordens yta skymdes av ett stoftmoln i flera år, framför allt kalciumsulfat med stora mängder svavel, vilket hindrade Solens strålar från att nå Jorden. (Pope, et al., 1997). Det globala mörkret ledde till att fotosyntesen under en tid upphörde vilket ledde till massdöd bland växter och plankton och i sin tur drabbades faunan högre upp i näringskedjan. Så mycket som 75% av alla arter på jorden utplånades, bland dem dinosaurierna och havens toppredatorer svanhalsödlorna och mosasaurierna. Resultat från ett arbete utfört på krita-paleogengränslagret på Nya Zeeland (Vajda et. al 2001) visar att växtligheten försvann globalt under några år och teorin om att dinosaurierna dog av svält läggs fram. Växterna ersattes under en tid av svampar som är saprotrofer och livnär sig utan hjälp av fotosyntes (Vajda & McLoughlin 2004).
Dateringen överensstämmer väl med en teori som postulerades av fysikern Luis Alvarez och dennes son Walter, en geolog, om dinosauriernas och många andra djurgruppers utdöende vid K-T-gränsen. Alvarez postulerade att massutdöendet, ungefär samtida med K-T-gränsen, kunde ha orsakats av en sådan stor meteorit. Denna teori är nu vida accepterad, om än inte av alla forskare. Huvudindicierna är ett vida spritt, tunt lerlager som finns i denna geologiska övergång överallt på Jorden. 1979 rapporterade Alvarez att lerlagret innehöll en abnormalt hög halt av  iridium – 6 delar per miljard (i vikt) eller mer jämfört med det normala 0,4 för jordskorpan i genomsnitt — meteoriter kan innehålla runt 470 delar per miljard av detta grundämne.  Hypotesen var att iridiet spreds i atmosfären när meteoriten förångades och dalade så småningom ner på jordytan tillsammans med annat material som slungats upp av nedslaget, vilket producerade det relativt iridiumrika lerlagret.

## Orsaken till massutdöendet i slutet av Kritaperioden?
Teorin att ett jättelikt meteorit-/kometnedslag utrotade dinosaurierna och ca 2/3 av samtliga då existerande djurgrupper lanserades i början av 1980-talet. Teorin mötte inledningsvis en hel del kritik, men efter att Chicxulubkratern lokaliserats i början av 1990-talet har opinionen svängt. Idag anser flertalet forskare att kollisionen och dess följder var huvudorsaken till massutdöendet. Fortfarande finns det dock skeptiska forskare. En del anser att gigantiska vulkanutbrott under lång tid (flera miljoner år), successiva klimatförändringar m.m. var huvudorsakerna. Några anser att kollisionen bidrog, men att den bara var en av flera eller t.o.m. många orsaker. Vissa forskare har även ifrågasatt åldern och hävdat att kratern bildades 300 000 år före gränsen mellan krita och tertiär, då massdöden inträffade. Många forskare bestrider dock den uppgiften.
Under 2000-talet har det dessutom lanserats nya "varianter" på asteroid-/kometteorin. Den första går i korta drag ut på att objektet som bildade Chicxulubkratern i själva verket bara var ett av flera fragment av samma objekt som kolliderade med jorden, troligen med bara några timmars mellanrum. En sådan kollision drabbade planeten Jupiter 1994, när ett antal fragment av en sönderbruten komet kolliderade med planeten Jupiter. 
En senare "asteroid-/kometteori", som är mycket kontroversiell, lanserades i oktober 2006. Enligt den var projektilen som bildade Chicxulubkratern bara den första i en serie med flera riktigt stora kollisioner, som drabbade jorden under en tidsrymd på flera hundra tusen år. Det skulle, menar man, förklara den möjliga tidsdifferensen på 300 000 år mellan Chicxulubkraterns ålder och det globala krita-paleogengränslagret.
En tänkbar "kandidatkrater" som skulle kunna stödja dessa teorier är den gigantiska Shivakratern utanför Indiens västkust. Den är hårt nött av erosion och kontinentaldrift, men ursprungligen anses den ha haft måtten 600*450 km med ett djup på 12 km. Åtminstone en del forskare anser att den är jämngammal med Chicxulubkratern. Objektet som bildade kratern bör ha haft en diameter på 40 km. Dessutom finns det flera andra nedslagskratrar runt om i världen som även de kanske är 65 miljoner år gamla.